# Heinrich Bosshard von Rümikon

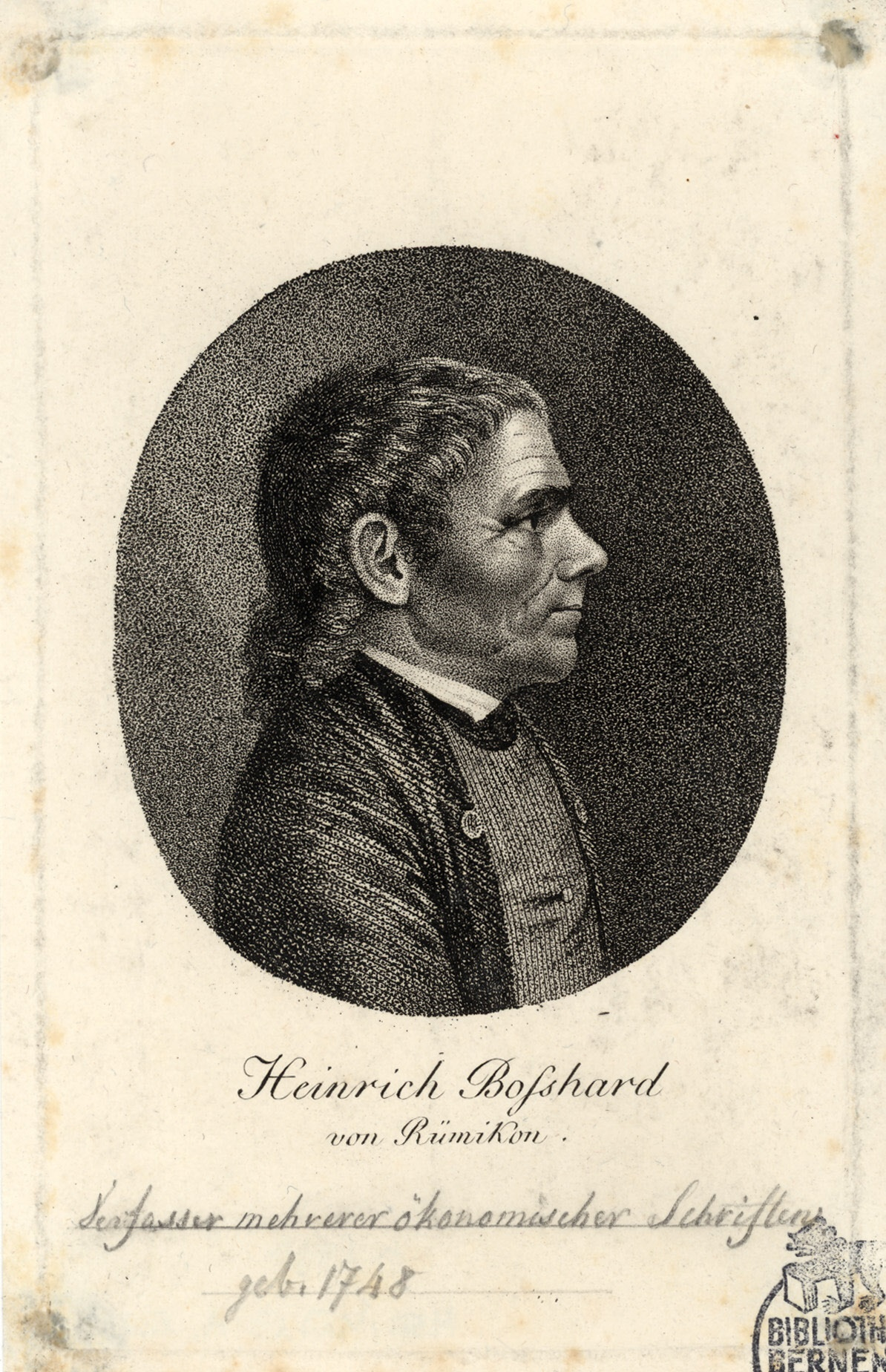
Porträt von Heinrich Bosshard (1748–1815), Radierung und Punktiermanier

Heinrich Bosshard (* 1748 in Rümikon bei Elsau; † 1815 in Hombrechtikon) war Bauer, Laienprediger und Geodät.

## Leben und Wirken
Heinrich Bosshard kam 1748 in Rümikon bei Elsau als sechstes Kind einer Kleinbauernfamilie auf die Welt. Er lebte die gesamte Zeit seines Lebens in ärmlichen Verhältnissen. In jungen Jahren nahm er mathematischen Unterricht bei Anna Barbara Reinhart. Mit diesem Wissen machte er sich einen Ruf als Feldvermesser. Am 9. November 1815 wurde Bosshard in Hombrechtikon begraben.

## Rezeption
Im Auftrag der Gemeinde Elsau gestaltete der Historiker Daniel Schmid die vergriffene Autobiografie Bosshards neu und ergänzte sie. Es ist die einzige erhaltene Lebensgeschichte eines Zürcher Bauern aus dem 18. Jahrhundert.